# Esch-sur-Alzette
Esch-sur-Alzette (luxemburgiul: Esch-Uelzecht, németül: Esch-an-der-Alzette) Luxemburg második legnagyobb városa, az ország déli részén, a francia határ mellett. A várost általában csak Eschnek szokták nevezni. Népessége 35 382 fő. Luxembourgtól, a fővárostól körülbelül 15 km-re délnyugatra fekszik.

## Gazdaság
A város az ország acélgyártásának központja. Esch-sur-Alzette legnagyobb munkaadója az Arcelor, mely a világ egyik legnagyobb acélgyártó vállalata.

## Látnivalók
- A város múzeuma, a Nemzeti Ellenállás Múzeuma, a második világháború alatti német megszállás elleni harc történetét mutatja be.
- A város parkja, mely a fő turistalátványosságok egyike, valamint az 1621-ben épült Berwart-torony.

## Sport
A városnak két jelentős futballcsapata van, a C.S. Fola Esch (alapítva 1906-ban) és a Jeunesse Esch (alapítva 1907-ben).
A Jeunesse Esch az egyik legsikeresebb csapat a luxemburgi bajnokságban, összesen 27 bajnoki és 12 kupagyőzelmet tudhat magáénak. A csapat stadionja az 5400 fő befogadóképességű Stade de la Frintiére. A C.S. Fola Esch, habár az 1930-as években ötször volt bajnok, jelenleg a másodosztályban szerepel. Stadionja a 3900 fős Stade Émile Mayrisch.

## Közlekedés
A város jelentős közlekedési csomópont. Itt ér véget a Luxembourg felé vezető A4-es autópálya, valamint itt található a Pétange felé vezető A13-as autópálya és az A4-es csomópontja. Esch-sur-Alzette egyike annak a négy luxemburgi városnak, melynek több vasútállomása is van, melyek a következők: Esch-sur-Alzette, Belval-Rédange és Belval-Usines.

## Testvértelepülések
- Köln, Németország
- Offenbach am Main, Németország
- Torino, Olaszország
- Velletri, Olaszország
- Lille, Franciaország
- Rotterdam, Hollandia
- Liége, Belgium
- Zimony, Szerbia
- Coimbra, Portugália

## Fordítás
Ez a szócikk részben vagy egészben  az   Esch-sur-Alzette című angol Wikipédia-szócikk fordításán alapul.  Az eredeti cikk szerkesztőit annak laptörténete sorolja fel. Ez a jelzés csupán a megfogalmazás eredetét és a szerzői jogokat jelzi, nem szolgál a cikkben szereplő információk forrásmegjelöléseként.